# Samir Okumali ogly Mastijew
Samir Okumali ogly Mastijew (russisch Самир Окумали оглы Мастиев; * 13. Januar 1993 in Jekaterinburg) ist ein russischer Nordischer Kombinierer.

## Karriere
Am 7. Januar 2012 debütierte er im Continental Cup der Nordischen Kombination. Beim Wettbewerb im türkischen Erzurum belegte er den 37. Platz, womit er keine Continental-Cup-Punkte sammeln konnte. Im selben Jahr nahm er an den Nordischen Junioren-Skiweltmeisterschaften in Erzurum teil. Im Gunderson-Wettbewerb über die 10 Kilometer belegte er den 42. Platz und konnte sich auf den 37. Platz verbessern. Gemeinsam mit Alexey Gubin, Jewgeni Klimow und Wjatscheslaw Barkow bildete er die russische Staffel, welche den fünften Platz belegte.
Am 11. Januar 2013 belegte er im Continental Cup erstmals einen Platz unter den Besten 30. Beim Wettbewerb in Tschaikowski belegte er nach dem Springen von der größten Schanze der Schanzenanlage Sneschinka den 28. Platz und im Langlauf konnte er sich noch auf den 22. Platz verbessern. Er nahm an den Nordischen Junioren-Skiweltmeisterschaften 2013 teil und startete in allen drei Wettbewerben. Nachdem er in den beiden Einzelwettbewerben nur die Plätze 28 und 32 belegt hatte, startete er gemeinsam mit Dmitri Scharkow, Jewgeni Klimow und Timofei Borissow als russische Staffel beim Team-Wettbewerb. Das Quartett verpasste als Vierter eine Medaille.
Zwischen dem 11. Dezember und dem 21. Dezember nahm er an der Winter-Universiade in Trentino teil. Nachdem er im Gunderson-Wettbewerb den 14. und im Massenstart den 16. Platz belegt hatte, startete er gemeinsam mit Dmitri Scharkow, Jewgeni Klimow und Timofei Borisow im Staffel-Wettbewerb. Dort belegten sie den vierten Platz und verpassten eine Medaille. Am 4. Januar 2014 debütierte er im Weltcup der Nordischen Kombination. Beim Weltcup in Tschaikowski belegte er den 35. Platz und einen Tag später belegte er beim zweiten Wettbewerb den 37. Platz.
Am 20. Dezember 2014 bestritt er im Weltcup erstmals einen Team-Wettbewerb. Gemeinsam mit Wjatscheslaw Barkow, Ernest Jachin und Jewgeni Klimow belegte er in der Ramsau den neunten Platz beim Staffel-Wettbewerb. Zwischen dem 24. Januar und dem 1. Februar nahm er an der Winter-Universiade 2015 in Štrbské Pleso teil. Beim Gunderson-Wettbewerb belegte er nach dem Springen den 17. Platz und im Langlauf konnte er sich noch auf den achten Platz verbessern. Im Massenstart-Wettbewerb belegte er den 15. Platz und startete im Staffel-Wettbewerb gemeinsam mit Nijas Nabejew und Ernest Jachin. Das Trio konnte hinter den Staffeln aus Deutschland und Japan die Bronzemedaille gewinnen.
Vom 29. Januar bis 8. Februar 2017 nahm er an der Winter-Universiade 2017 in Almaty teil. Nachdem er im Gunderson-Wettbewerb den achten Platz belegt hatte, bildete er mit Timofei Borissow und Wjatscheslaw Barkow die russische Staffel und nach dem dritten Platz vor zwei Jahren gewannen sie hinter Polen die Silbermedaille. An den Nordischen Skiweltmeisterschaften 2017 in Lahti nahm er vom 22. Februar bis zum 5. März 2017 teil und durfte dort an allen vier Wettbewerben teilnehmen. Nachdem er im Einzelwettbewerb von der Normalschanze den 43. Platz belegte, bildete er gemeinsam mit Wjatscheslaw Barkow, Ernest Jachin und Timofei Borissow die russische Staffel, welche den 10. und vorletzten Platz belegte. Beim Einzelwettbewerb belegte er den 35. Platz und startete gemeinsam mit Wjatscheslaw Barkow im Team-Sprint. Dort beendeten sie das Rennen durch Überholung auf den 13. und vorletzten Platz.